# O.G.R.E.
O.G.R.E. è l'acronimo utilizzato da due organizzazioni criminali immaginarie della DC Comics.

## O.G.R.E.
Il primo gruppo era una squadra di terroristi su commissione presentati per la prima volta in Aquaman n. 26 (marzo 1966) che furono creati da Bob Haney e Nick Cardy.

### Storia
La O.G.R.E. (Organization for General Revenge and Eslavement, dall'inglese, "Organizzazione di vendetta generale e schiavitù") era un piccolo ma persistente gruppo di terroristi mercenari, guidati dall'uncinato noto come Supreme One, che guidò soldati speciali con indosso uniformi marroni e elmetti rossi. La O.G.R.E. venne assegnata ad un governo straniero mai nominato per ritrovare una quantità di missili nucleari dal porto di un'isola. Aquaman e Mera investigarono sulla faccenda e furono costretti a combattere gli amanti noti come Typhoon e la Cacciatrice.
Quando il duo scoprì che la coppia era costretta a farlo a causa delle minacce di morte inoltrate dalla O.G.R.E., Mera li persuase a ribellarsi ai loro padroni, e la O.G.R.E. fu sconfitta.
Mesi dopo, un uomo di nome Krako, il gemello del collegamento di Aquaman per il governo, riorganizzò la O.G.R.E. e minacciò le Nazioni Unite, ma ancora una volta vennero sconfitti da Aquaman e Mera. Sempre più tardi, la O.G.R.E. fece l'ultimo tentativo di sbarazzarsi di Aquaman, assoldando nei loro ranghi Black Manta perché se la vedesse con lui, mentre un magnate di nome Eliot Harlanson fu pagato per bombardare Atlantide. Questa volta, il governo riuscì a risolvere la situazione, localizzando il quartier generale della O.G.R.E. e distruggendo così l'organizzazione.

### Membri degni di nota
- Supreme One - Il leader uncinato della O.G.R.E..
- Black Manta - Assoldato come operativo.
- Cacciatrice - Operativa femminile, amante di Typhoon.
- Krako - Riorganizzò la O.G.R.E dopo la sconfitta di Supreme One.
- Typhoon - Operativo maschile e amante di Cacciatrice.

## Ocean Going Research Exchange
Nome non ufficiale per la Ocean Going Research Exchange, a cui ci si riferisce comunemente chiamandola semplicemente Exchange. Fondata da Merrevale Oil CEO Jordan Wylie, la corporazione Ocean Going Research Exchange ebbe alcuni incontri ostili con Aquaman e tentò di screditare l'attività ambientale dei Demoni del Mare anni fa. La pubblica accusa di Aquaman contro la distruzione ambientale dell'organizzazione di Wylie e Merrevale risultò nell'espulsione di Merrevale dalla corporazione. La Exchange optò per muovere Wylie in una "posizione meno visibile" mentre poteva tuttavia portare un'influenza considerevole.